# Odyseusz i Wyspa Mgieł
Odyseusz i Wyspa Mgieł (ang. Odysseus and the Isle of the Mists) – brytyjsko-rumuńsko-kanadyjski film przygodowy z 2008 roku w reżyserii Terry'ego Ingrama.

## Opis fabuły
Po zakończeniu wieloletniej wojny trojańskiej słynący z mądrości i sprytu król Odyseusz (Arnold Vosloo) rusza w drogę powrotną do rodzinnej Itaki. Niestety w czasie przeprawy statkiem jego załoga, rozgniewawszy Atenę, zostaje uśmiercona przez ogromny sztorm wywołany przez boginię. Kilku żołnierzom i Odyseuszowi udaje się przeżyć, trafiają na tajemniczą wyspę. Spotykają na niej jedyną żywą istotę - piękną nimfę, Kalipso, która nie budzi ich zaufania. Odyseusz stara się wymyślić plan powrotu do domu.

## Obsada
- Arnold Vosloo jako Odyseusz
- J.R. Bourne jako Perimedes
- Stefanie von Pfetten jako Persefona
- Steve Bacic jako Eurylochus
- Randal Edwards jako Homer
- Leah Gibson jako Penelopa
- Sonya Salomaa jako Atena
- Perry Long jako Stary Homer

i inni